# Sulfuricaulis limicola
Espèce
Sulfuricaulis limicola est l'espèce type du genre bactérien Sulfuricaulis. Ce sont des bacilles à Gram négatif capables d'oxyder le soufre et qui ont été isolés au Japon. Cette espèce est assignée à la famille Acidiferrobacteraceae de l'embranchement des Pseudomonadota.

## Taxonomie
Le nom correct complet (avec auteur) de ce taxon est Sulfuricaulis limicola Kojima et al. 2016.

### Étymologie
L'étymologie de l'espèce Sulfuricaulis limicola est la suivante : li.mi’co.la L. masc. n. limus, boue; L. masc./fem. n. suff. -cola, habitant; du L. masc./fem. n. incola, habitant; N.L. masc./fem. n. limicola, habitant la boue,.

### Historique
L'espèce Sulfuricaulis limicola a été décrite en même temps que son genre Sulfuricaulis en 2016, à partir d'une souche de bactérienne isolé d'un lac au Japon. L'étude phylogénique de cette souche sur la base de l'ARN ribosomal 16S a positionné cette souche proche de l'espèce Sulfurifustis variabilis décrite un an auparavant. Le genre Sulfuricaulis et son espèce type Sulfuricaulis limicola ont donc été assignés à la famille Acidiferrobacteraceae et à l'ordre Acidiferrobacterales  dans lesquels figuraient déjà Sulfurifustis et Acidiferrobacter,.

## Description
Lors de sa description de 2016, l'espèce Sulfuricaulis limicola comprend des bactéries gram négatives. Ce sont des bacilles mobiles de 0,3 à 0,5 µm de diamètre pour une longueur de 1,2 à 6,0 μm. Le contenu en bases GC est d'environ 63%. Les bactéries peuvent croître entre 8 °C et 37 °C et étant optimale entre 28 °C et 32 °C. La croissance est possible dans une gamme de pH située entre 6,1 et 9,2 et dans un milieu sans NaCl.
La souche type de cette espèce est la souche HA5 déposée dans des banques de cultures bactériennes sous les numéros DSM 100373 et NBRC 110752,.

### Gènes séquencés
Lors de sa description, 3 gènes ont été séquencés : ARNr 16S, cbbL et aprA.

## Habitat
La souche type HA5 de cette espèce a été isolée des sédiments du lac Harutori (ja) au Japon. Des séquences nucléotidiques de clones de souches non cultivées et isolées de sédiments légèrement alcalins d'un réservoir eutrophe en Chine.